# Berlin-Heiligensee
Heiligensee is een stadsdeel van de Duitse hoofdstad Berlijn en behoort tot het noordwestelijke district (Verwaltungsbezirk) Reinickendorf. 

## Ligging
Heiligensee ligt in het noordwesten van Berlijn. Het oorspronkelijke dorp ligt op een schiereiland tussen de Havel en de Heiligensee, een binnenmeer dat via een kleine doorgang verbonden is met de Havel. In het noorden en westen grenst het aan de Brandenburgse gemeenten Hennigsdorf en Hohen Neuendorf. In het noordoosten grenst het aan Frohnau en in het oosten en zuidoosten aan Tegel. In het zuiden is er een heel korte grens met Konradshöhe, dat tot 1946 ook een deel van Heiligensee was. 

## Geschiedenis
Rond 1230 bouwden Duitse kolonisten het straatdorp Heiligensee. Er zou daarvoor ook al een Slavische nederzetting geweest zijn. De plaats werd in 1308 voor het eerst in een document vernoemd als Hyelegense. Lange tijd bleef het gebied heel landelijk en telde in 1871 nog maar 340 inwoners. in 1920, toen het er iets meer dan 2.000 waren werd Heiligensee opgenomen in Groot-Berlijn en ingedeeld in het district Rheinickendorf. 

## Verkeer
Op 29 mei 1913 werd de tram van Heiligensee in gebruik genomen. Deze lijn verbond Heiligensee met Tegel en liep ook helemaal tot in het zuiden naar Tegelort. Nadat Heiligensee onderdeel van Berlijn werd werd de tram aangesloten op het Berlijnse netwerk. Na de opening van de metrolijn U6, die echter niet tot Heiligensee loopt, werd de tram in 1958 opgeheven. Sindsdien is er enkel busverkeer. 
De treinstations Schulzendorf en Heiligensee worden bediend door de S-Bahn-lijn S25.

## Sport
Nordberliner SC is de plaatselijke voetbalclub die in 2002 tot stand kwam door een fusie van SC Tegel en SC Heiligensee en speelt aan de Elchdamm. De club speelde in 2018 voor de laatste keer in de Berlin-Liga. 
Borsigwalde |
Frohnau |
Heiligensee |
Hermsdorf |
Konradshöhe |
Lübars |
Märkisches Viertel |
Reinickendorf |
Tegel |
Waidmannslust |
Wittenau